# Маріетта Ендрюс
Марієтта Ендрюс (англ. Marietta Andrews, повне ім'я Marietta Fauntleroy Minnigerode Andrews; 1869–1931) — американська художниця.

## Життєпис
Народилася 11 грудня 1869 року в Річмонді, штат Вірджинія (США) в багатодітній родині Чарльза Міннігероде (Charles E. Minnigerode) та його дружини Вірджинії Павелл (Virginia Cuthbert Powell Minnigerode), що мають німецьке коріння. Була онукою Чарльза Фредеріка Міннігероде, який утік із Німеччини до США у 1830-х роках. Її сестра — Люсі Міннігероде, була засновницею та очолювала Корпус медсестер Служби охорони здоров'я США.

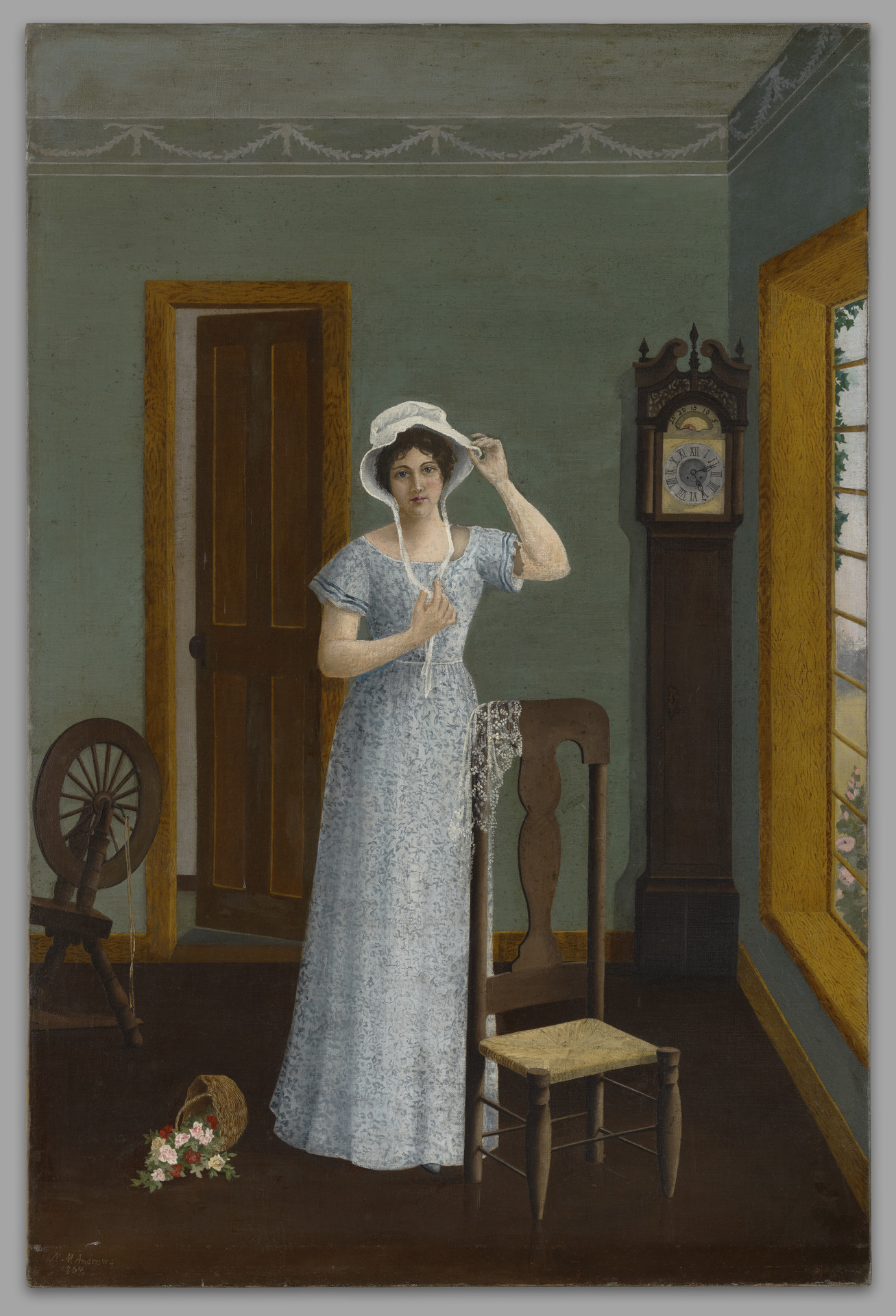
Робота Figure of a Woman

Марієтта Ендрюс навчалася в Школі мистецтв Коркоран у Вашингтоні в Еліфалета Ендрюса, за якого вишла заміж у 1895 році. Також навчалася в Нью-Йорку у Вільяма Чейза, у Луїджи Чіаліви у Парижі та у Ернста Ліберманна у Мюнхені. Починаючи з 1890 року, вона працювала помічником інструктора в школі Коркоран. У 1892 році відвідала Італію, в 1896 році стала членом-засновником Вашингтонського клубу акварелістів (Washington Water Color Club, нині Washington Water Color Association).
Також Маріетта Ендрюс створювала вітражі церкви Святого Павла (St. Paul's Church) в Стюбенвіллі, штат Огайо в США; авторка низки графічних силуетів. Вона також опублікувала кілька книг, які сама проілюструвала, зокрема My Studio Window (1928), Scraps of Paper (1929) та George Washington's Country (1930).
Роботи Маріетти Ендрюс знаходяться в Університеті Вірджинії, Університеті Джорджа Вашингтона та Американському товаристві психічних досліджень.
Померла 7 серпня 1931 року у місті Фолс-Черч, штат Вірджинія. Була похована на кладовищі Sharon Cemetery Міддлбурга штату Вірджинія в США.